# Anhalter Hochbunker Berlin

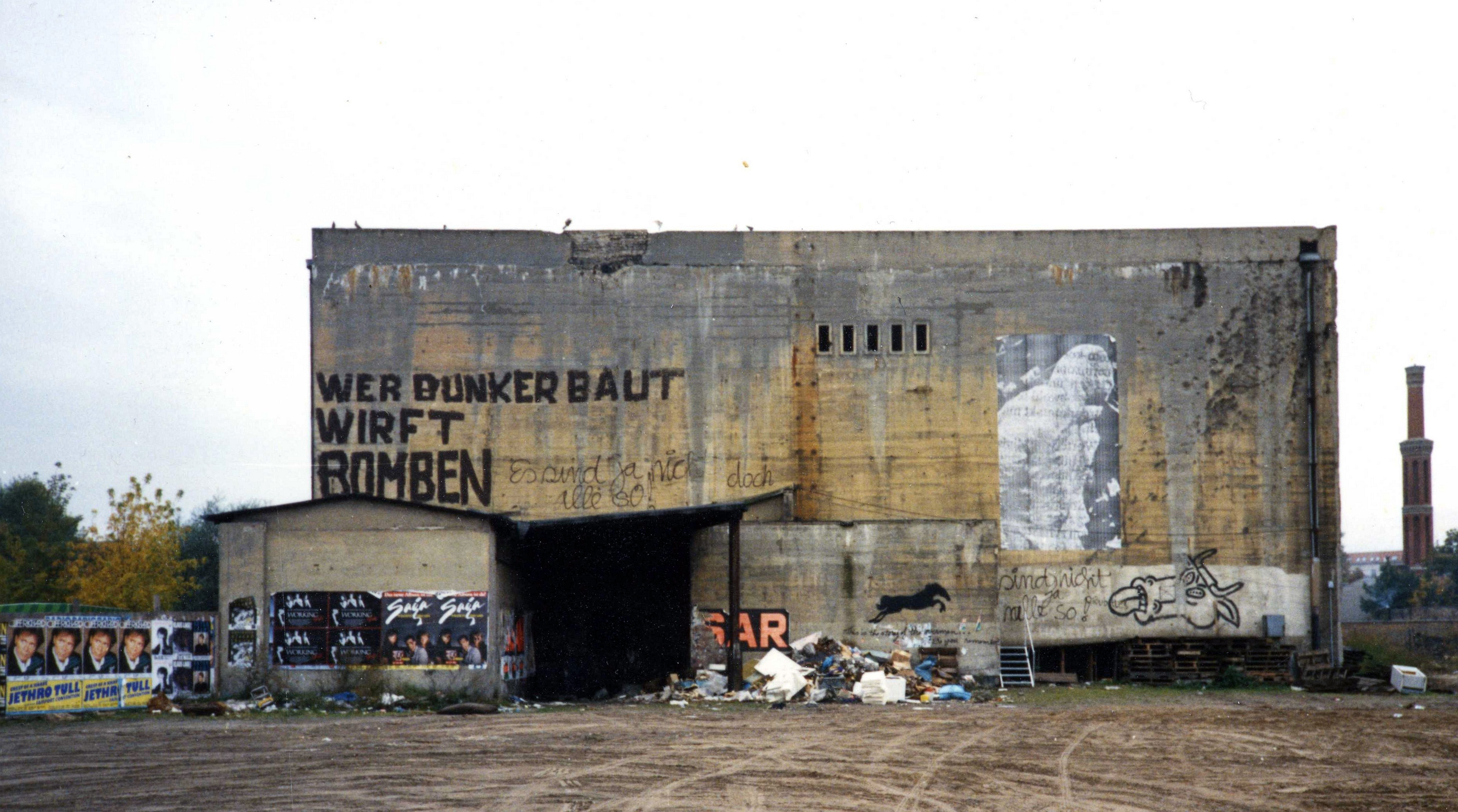
Zustand des Bunkers im Jahr 1987

Der Anhalter Hochbunker ist ein ehemaliger Luftschutzbunker der Deutschen Reichsbahn im Berliner Ortsteil Kreuzberg auf dem Gelände des ehemaligen Anhalter Bahnhofs (heute mit Zugang in der Schöneberger Straße 23a).
Im Rahmen des Führer-Sofortprogramms vom 10. Oktober 1940 wurden an ausgewählten verkehrsreichen Zentren Bunker für Passanten, Reisende und Anwohner errichtet. Auf Erlass des Reichsluftfahrtministeriums vom 2. November 1940 wurde die Reichsbahn verpflichtet, auf allen Bahnhöfen Schutzräume für die Reisenden zu schaffen. Daraufhin wurde auch der Hochbunker am Anhalter Bahnhof geplant. „In einem Aktenvermerk über die Besprechung im Luftgaukommando III am 15. August 1941 heißt es: ‚Der bombensichere Bunker am Anhalter Bhf. wird als besonders vordringlich festgelegt, da künftig mit Angriffen besonders auf das Zentrum der Reichshauptstadt zu rechnen ist.‘“ Er war für eine Belegung mit 3000 Personen ausgelegt und diente als Schutzbunker bei alliierten Luftangriffen für Fahrgäste und Personal des Anhalter Bahnhofs sowie über einen unterirdischen Zugang auch für Bedienstete des ehemaligen Postamtes SW 11 an der Möckernstraße.

## Bau und Bauwerk

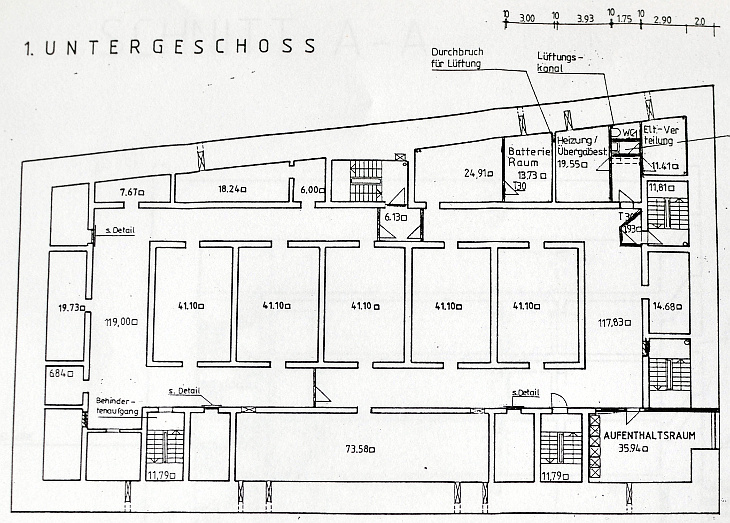
Grundriss des 1. Untergeschosses

Der Bau des Anhalter Hochbunkers begann zum Ende des Jahres 1941, die beiden Untergeschosse mit der ebenerdigen Deckplatte waren im Frühjahr 1942 eingebracht, am 21. Juli 1942 stand die Armierung für die Obergeschosse und am 9. Oktober 1942 war das Bunker-Gebäude fertiggestellt. „In der obersten Etage lagen die Zimmer für den Reichsbahnpräsidenten, Pressezimmer und Zimmer für die leitenden Angestellten.“ Dort lagen auch Räume mit Arbeitsplätzen für Schreibkräfte nebst Telefonzellen sowie zahlreiche „Maschinenräume“.

### Die Bunkeranlage
Der Bunker verfügt über drei ober- und zwei unterirdische Etagen mit einer „Fläche von 3600 Quadratmetern. […] Ursprünglich war er mit seinen rund 100 Räumen für etwa 3.500 Menschen ausgelegt, als ein erweiterter Typenbau M 1200 für eine größere Belegung. Am Ende hielten sich dort aber 12.000 Menschen auf.“
Neben den oberirdischen Eingängen wurde der Südausgang des Anhalter S-Bahnhofs als Zugang zum Bunker eingerichtet. Dazu kam eine unterirdische Verbindung vom Nord-Süd-Tunnel und von der Halle des Anhalter Bahnhofs. „Im untersten Bunkergeschoss, das heute leer steht, zeugen sechs Schleusendurchgänge des einstigen Hauptzuganges vom Nord-Süd-S-Bahntunnel noch davon, welche Menschenmassen hier einst Schutz vor Bomben gefunden haben.“ Im unteren Bereich soll sich auch „eine Art Kommandozentrale“ befunden haben: „Hier saßen Männer in Uniform und telefonierten oder bedienten einen Fernschreiber.“

### Nutzung des Hochbunkers im Bombenkrieg

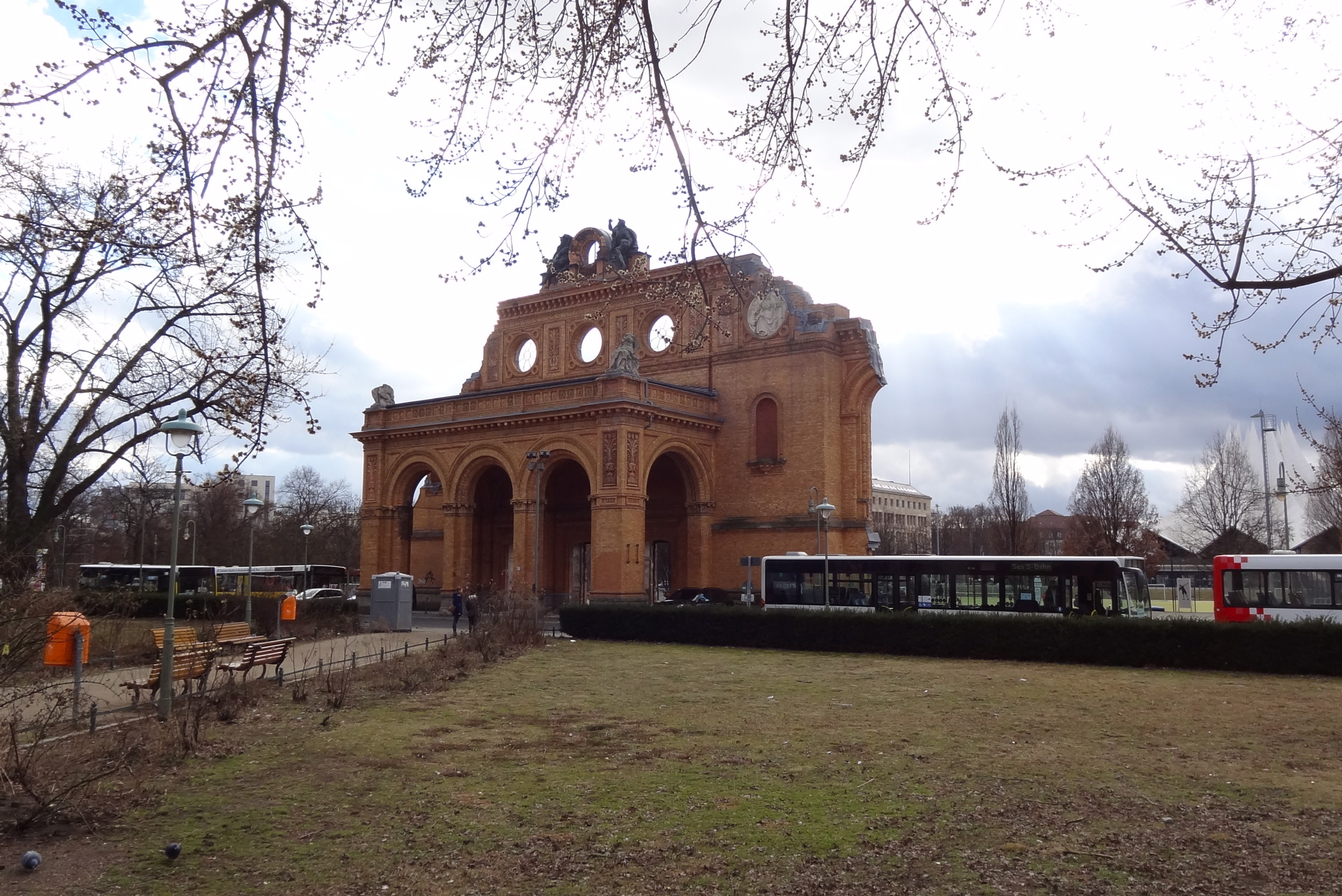
Rest des Bahnhofs (Portal) seit der Ruinensprengung 1959

„Von 1939 bis 1943 blieb das Leben auf dem Anhalter Bahnhof von Kriegseinwirkungen weitgehend verschont. […] Im Spätherbst des Jahres 1943 trafen die ersten Bomberverbände der Alliierten über Berlin ein. Es begann die systematische Zerstörung der Stadt.“ Zu diesem Zeitpunkt war der Bunker fertiggestellt und er konnte somit die Schutzsuchenden aufnehmen. „Den Höhepunkt seiner Zerstörung erlebte der Anhalter Bahnhof während des letzten großen Luftangriffs der Alliierten am 3. Februar 1945.“

## Die militärische Lage im Endkampf um Berlin
Nach der Einschließung Berlins am 25. April 1945 durch die Sowjetarmee bildete der Anhalter Bahnhof und seine umfangreichen Anlagen im Kampf um Berlin eine Schlüsselpositionen der Verteidigung, zumal er im südlichen Bereich gegenüber den vom Tempelhofer Feld anrückenden Sowjettruppen noch durch den Landwehrkanal getrennt war. Am Abend des 26. April 1945 vor ihrem Einzug in den Bunker nach der Zerstörung ihres Wohnhauses erlebte die Augenzeugin Waltraut Süßmilch unmittelbar die Sprengung der Großbeerenbrücke und der Halleschen-Tor-Brücke durch ein Wehrmachtskommando. Kurz darauf trafen die ersten russischen Soldaten mit Panzern ein und mussten am Ufer des Kanals Halt machen. „In der Nacht vom 26. auf den 27. April zwang Tschuikows Druck auf Kreuzberg die deutsche Verteidigung über den Landwehrkanal, wo sie neue Stellungen beziehen mußte. […] Der nächste Tag war ein Ruhetag für die Truppen und wurde für die letzten Vorbereitungen [zur Überquerung des Landwehrkanals] genutzt, die deutschen Stellungen mit Artillerie- und Mörserfeuer belegt.“

### Übergang über den Landwehrkanal
Damit lag das gesamte Gelände des Anhalter Bahnhofs und auch des Hochbunkers im Bereich des direkten Beschusses: „Tschuikows Vorbereitungen für den Angriff über den Landwehrkanal sahen einen massierten Einsatz von schwerer Artillerie und Raketenwerfern zur begleitenden Unterstützung vor. Diese wurden nach Einnebelung im Laufe des Tages (dem 28. April) in Stellung gebracht. An Munition war keine Mangel, und es wurde der Befehl ausgegeben, nicht sparsam mit ihr umzugehen.“ Der „S-Bahntunnel vom Verschiebebahnhof Yorckstraße und der U-Bahntunnel von der Belle-Alliance-Straße [heute: Mehringdamm] [… waren] verbarrikadiert und in regelmäßigen Abständen bemannt worden, so daß sie für den Vorstoß nicht nutzbar waren.“ In der Nacht vom 28. auf den 29. April sollte der Übergang erfolgen, dessen Schwerpunkt im Raum der Potsdamer Brücke lag, die nicht zerstört war. Der 29. April verlief mit Kämpfen um die Übersetzversuche.

### Kampf um den Anhalter Bahnhof

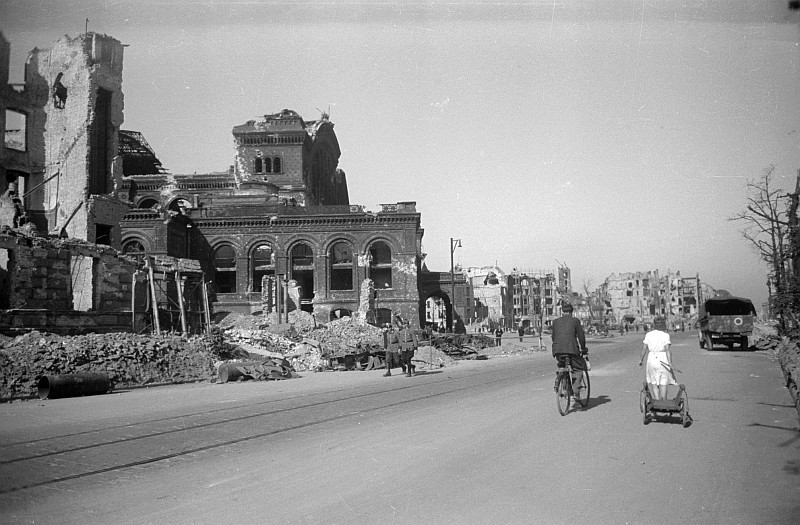
Portalseite, 1945

Vor dem Anhalter Bahnhof gelang es den Angreifern über Trümmer den hochgelegenen U-Bahnhof Möckernbrücke zu erobern und das Nordufer zu erreichen. Am Halleschen Tor „gelang es den Pionieren, Pontons zu Wasser zu bringen, so daß die Panzer zum Belle-Alliance-Platz vorstoßen konnten.“ Am Abend des Tages standen die Spitzen nordöstlich des Bahnhofs vor dem Reichsluftfahrtministerium (heute: Bundesministerium der Finanzen/Detlev-Rohwedder-Haus) an der Wilhelmstraße und am Morgen des 30. April war nach deutschen Angaben der „Anhalter Bahnhof gerade besetzt“ worden. Diese Angabe ist umstritten – andere Berichte, auch das Tagebuch der Autorin Waltraut Süßmilch – lassen die Annahme zu, dass eine Besetzung frühestens am Abend des 30. April erfolgte. Der Anhalter Hochbunker, der außen vermauert worden war, blieb an diesem und auch noch am folgenden Tag zumindest bis in die Mittagsstunden unbehelligt. Dies war auch deshalb möglich, weil Kampftruppen laufend weiter ins Zentrum zogen und erst nachfolgende Einheiten das zuvor durchquerte Umfeld „säuberten“.

## Der Bunker in den letzten Kriegstagen
Nachdem der Bunker bis 1944 noch vorwiegend bei Luftangriffen benutzt worden war, wurde er schließlich für „Tausende von Menschen, Flüchtlinge, Ausgebombte und Verwundete, die letzte Zufluchtsstätte. Viele Menschen verbrachten dort regelmäßig die Nacht, anfangs mussten sie noch eine Bunkerkarte vorweisen, mit einer Nummer darauf, später fragte keiner mehr danach.“

### Flucht zum Anhalter Bahnhof
Beim Vorrücken der Sowjetarmee nach dem Einschluss der Stadt am 25. April 1945 flüchtete die Bevölkerung der im Süden des Zentrums liegenden Stadtviertel vor der den Truppen vorausgehenden „Artilleriewalze“ zumeist in die Anlagen des Anhalter Bahnhofs und in den Hochbunker, der schließlich mit 10.000 Personen völlig überfüllt war. Im Umfeld befanden sich noch die Menschen, die im Gemäuer und den Gewölben des Monumentalbaus des Anhalter Bahnhofs und in den ausgedehnten Anlagen des unterirdischen S-Bahnhofs Zuflucht suchten.

### Die Zustände im Bunker
Zur Einrichtung des Bunkers gehörte auch eine Luftschutz-Sanitätsstelle, deren Leiter schon seit Ende 1943 der Arzt Hans Mellin war. Nachdem der Zustrom der Schutzsuchenden nach dem Artilleriebeschuss der Roten Armee auf den Innenstadtbereich ab 21. April 1945 einsetzte, wurde eine zweite Lazarett-Abteilung eingerichtet, „die ein Arzt, der gleichfalls durch die Ereignisse in den Bunker verschlagen worden war, mit seiner Frau übernahm. Das Schlimmste war, daß wir gar nicht auf große Chirurgie eingerichtet waren. Der Zweck der Rettungsstelle war ja nur die Erste Hilfe gewesen und nun sollten wir die Schwerverletzten versorgen.“ Bis gegen Ende April war das Shell-Haus in die Versorgung der Schwerverwundeten einbezogen: sie wurden in das dortige, für Operationen besser ausgestattete Lazarett gebracht – so lange bis die Transportfahrzeuge ausfielen.
Die Flüchtenden lagerten eng zusammengedrängt überall im Bunker, in den Räumen, den Gängen und auf den Treppen. Die hygienischen Verhältnisse waren rasch katastrophal, Waschräume und Toiletten nicht mehr benutzbar, zum Teil hatten sich dort auch Leute eingeschlossen oder es wurden die Toten hier abgelegt. Das Licht war düster, es gab keine Lebensmittelversorgung mehr, die Menschen lebten aus kargen Vorräten, fast nur noch Jugendliche waren im zunehmenden Beschuss in der Lage, draußen Wasser zu holen oder Notwendiges zu ‚organisieren‘. Schließlich wurden die oberirdischen Zugänge von Soldaten zugemauert, um zu verhindern, dass die Insassen in Panik ins Feuer rannten. Eine Verbindung nach außen gab es nur noch durch den Zugang in den S-Bahnhofs-Bereich, der ebenfalls mit Schutzsuchenden überfüllt war.

### Räumung des Bunkers und Flutung
„Als der Hochbunker am Anhalter Bahnhof in die Kampfzone geriet, ließ die SS ihn räumen. Tausende von Alten, Frauen und Kindern, wurden durch den Tunnel, der mit dem Bunker verbunden war, in Richtung Friedrichstraße und Stettiner Bahnhof (heute Nordbahnhof) getrieben. […] Merkwürdig war es daher, dass noch in den Morgenstunden des 2. Mai 1945 – nach Beendigung fast aller Kampfhandlungen – die SS um 7.55 Uhr den S-Bahntunnel unter dem Landwehrkanal sprengte.“

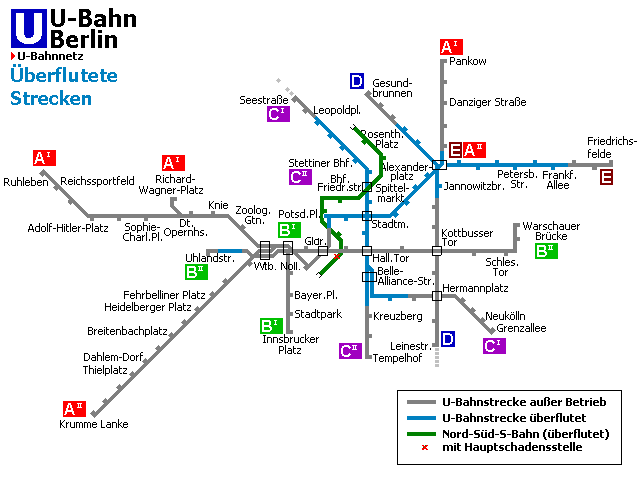
Gefluteter Nord-Süd-Tunnel (dunkelgrün) mit Überlauf in U-Bahn-Strecken

Da der Hochbunker „unterirdisch vom S- und Fernbahnhof erreichbar war: Über eine Verbindung vom S-Bahnsteig“ des Nord-Süd-Tunnels wurde der Bunker durch die nahegelegene „Sprengung der Tunneldecke in Höhe des Landwehrkanals“ durch den Zufluss in den S-Bahnhof ebenfalls geflutet. „Im zweiten Untergeschoss des Bunkers sind die vermauerten Zugänge zum S- und Fernbahnhof [heute] noch zu sehen.“
Nach der Flutung gab es keine Möglichkeit mehr den Hochbunker mit seinen Insassen zu räumen, sodass diese vor der Sprengung – vom Bunker aus in die Anhalter S-Bahn-Station des Nord-Süd-Tunnels und weiter bis zum S-Bahnhof Friedrichstraße vorgenommen wurde – dies bestätigten mehrere Zeitzeugen und Betroffene der Räumung.
„Die Wassermassen überfluteten das gesamte unterirdische Verkehrsnetz der Innenstadt. Über die Verbindung beider Verkehrsmittel am Bahnhof Friedrichstraße erreichte die Wassermenge die U-Bahn.“

## Nachkriegszeit

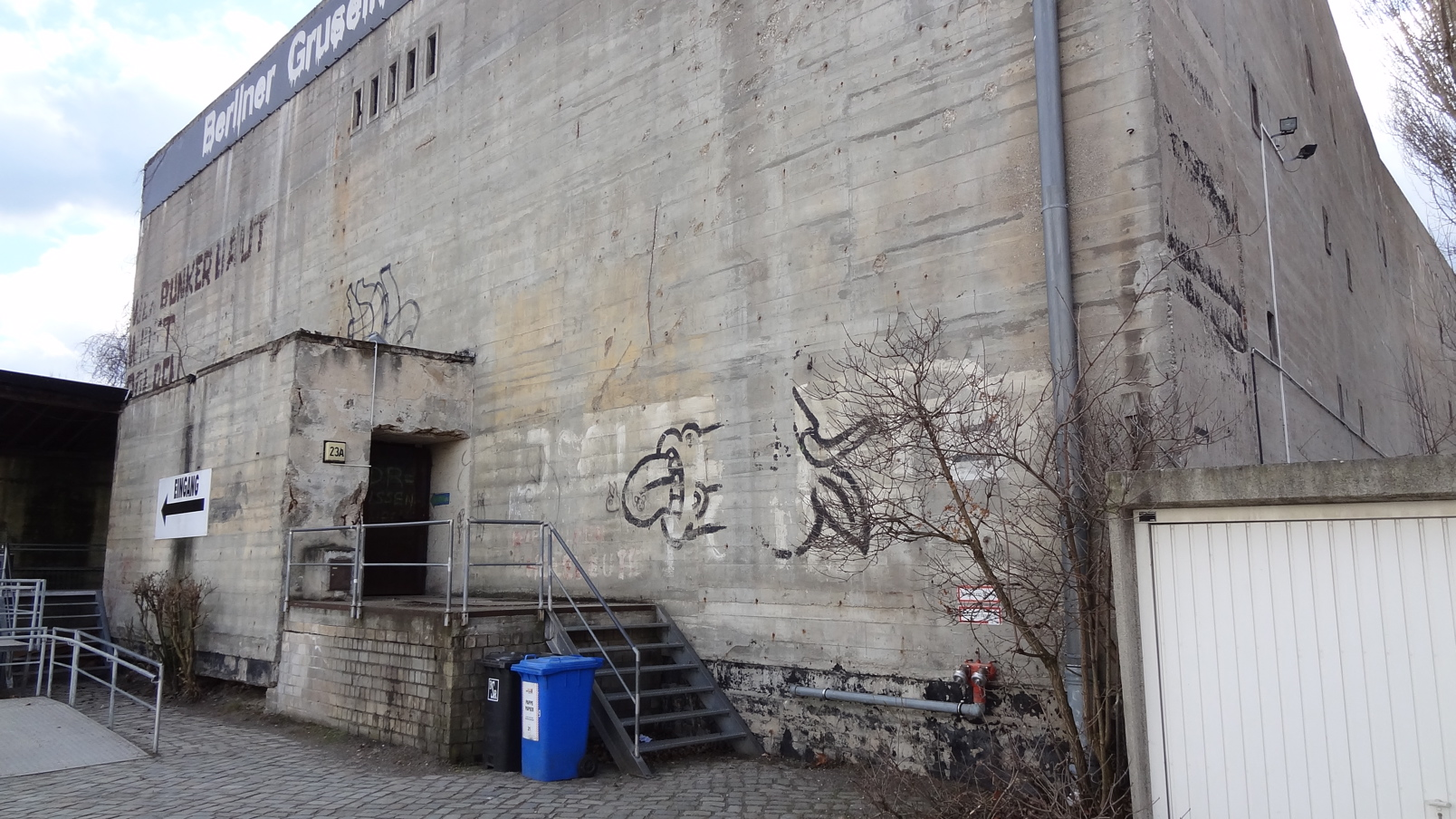
Der Anhalter Hochbunker, 2014

Nach Kriegsende stand der Bunker noch geraume Zeit bis zur Pegelhöhe des Kanals unter Wasser, der Zeugin Süßmilch, die einmal zurückkam, „um eventuell etwas Brauchbares zu finden“, war schon nach wenigen Metern der Zugang „durch muffiges Wasser versperrt, in dem unbeweglich vier Leichen, Kartons und leere Blechdosen lagen.“ Nach Rückgang der Überschwemmung durch Abriegelung der Sprengstelle und das Auspumpen konnte mit Aufräumungsarbeiten begonnen werden.

„Die für Juni 1947 festgelegte Sprengung des Bunkers Anhalter Bahnhof im amerikanischen Sektor wurde aufgrund erheblicher Bedenken der Reichsbahndirektion aufgehoben. Beim Zusammenbrechen könnte der Bunker den eben erst wiederhergestellten Tunnel der Nordsüd-S-Bahn zerstören. Auch Kostengründe spielten für den Stopp eine Rolle.“

Im Landesarchiv Berlin gibt es in den Unterlagen der Reichsbahndirektion Berlin Berichte über eine beabsichtigte Sprengung verschiedener Bunkeranlagen um den Anhalter Bahnhof und somit auch des Hochbunkers. Nach Untersuchungen durch einen Architekten wurde jedoch davon Abstand genommen.
Im Sommer 1950 war im Anhalter Hochbunker ein Flüchtlingslager eingerichtet.
Später dienten die Bunkergeschosse zur Unterbringung der Senatsreserve.

## Der Bunker heute

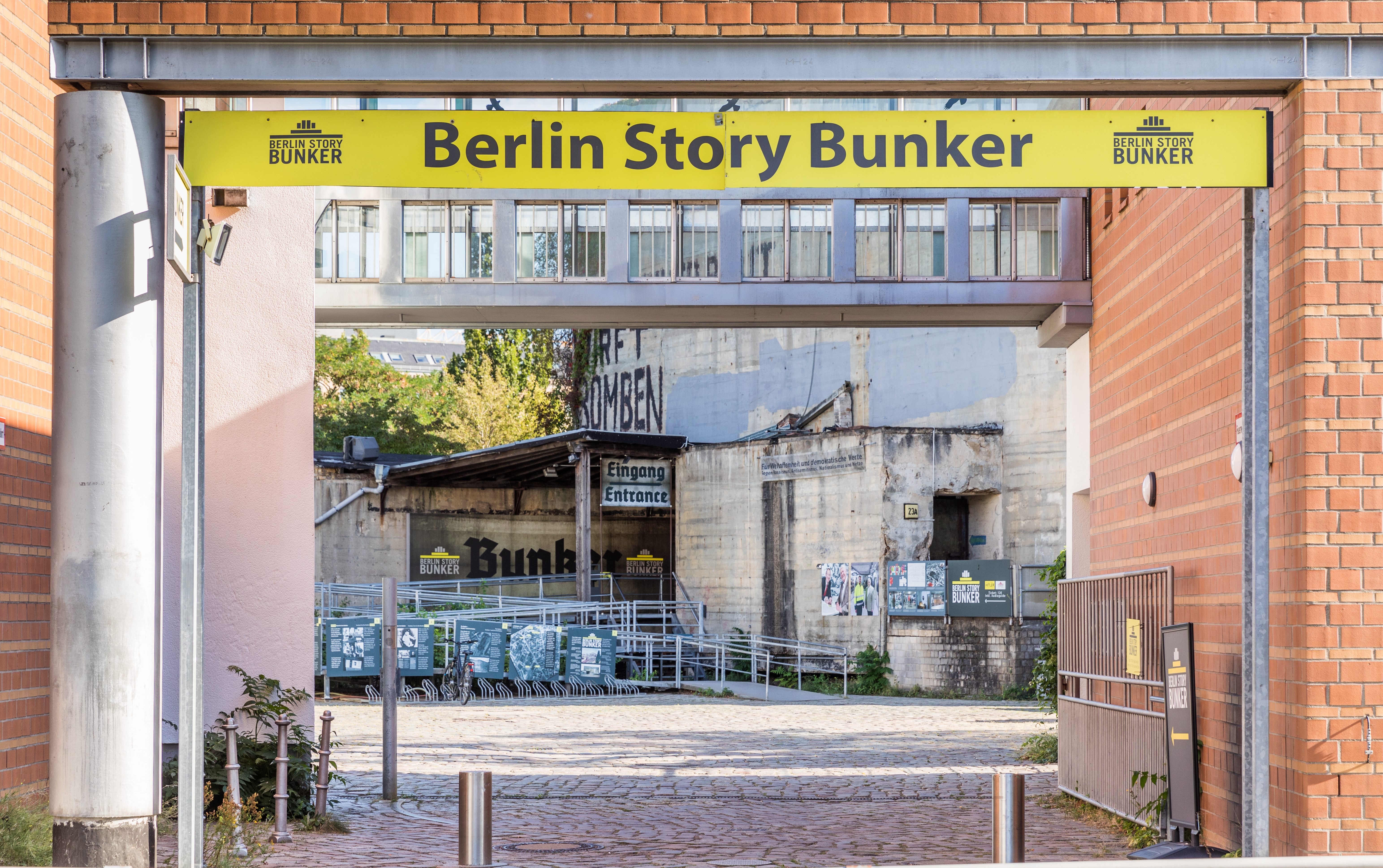
Durchgang zum Anhalter Hochbunker mit Berlin Story Bunker

Heute befindet sich im Bunker das Museum Berlin Story Bunker sowie die Dokumentation Führerbunker. Die Zugänge zum Nord-Süd-Tunnel sind zugemauert. Im Sommer 2014 wechselte der Eigentümer des Bunkers: Enno Lenze erschloss die anderen Stockwerke und erweiterte die Ausstellung zur Geschichte des Bunkers.